# Hyundai Samho Heavy Industries
Hyundai Samho Heavy Industries Co., Ltd. (English abbreviation : HSHI, Hangul : 현대삼호중공업/Hyundai Samho Junggongup/, Hanja : 現代三湖重工業) er en sydkoreansk virksomhed der bygger skibe, kraner og offshore-konstruktioner. Den er blandt verdens 10 største skibsbyggere og er lokaliseret i Samho-eup, Yeongam i Sydkorea. Hyundai Samho Heavy Industries er et datterselskab i Hyundai Heavy Industries Group.

## Historie
Virksomheden blev først etableret med navnet 'Incheon Shipbuliding(인천조선)' i 1977 som et datterselskab til Halla Group(한라그룹). Grundlæggeren af 'Halla group' var Chung In-Young som var lillebror til Chung Ju-Yung, der grundlagte Hyundai. Den første dok blev bygget i Incheon(인천). I 1990 skiftede virksomheden navn til 'Halla Heavy Industries'(한라중공업) og flyttet værftet fra Incheon til Samhoup i South Jeolla-provinsen.
I 1997 gik moderkoncernen Halla konkurs og den koreanske regering besluttede at Halla Heavy Industries skulle ledes af Hyundai Heavy Industries gennem en fem års periode.
I 1998 stiftes RH Heavy Industries (Rothschild Halla Heavy Industries), et midlertidigt selskab der kun overtog aktiver og gæld fra Halla Heavy Industries. I 1999 skifter RH Heavy Industries navn til 'Samho Heavy Industries' og i 2003 skiftes navn igen til det nuværende 'Hyundai Samho Heavy Industries' efter at Hyundai Heavy Industries overtog virksomheden i 2002. I dag ejer Hyundai Heavy Industries Group 94,92% af virksomhedens aktier.

## Produkter
Hyundai Samho Heavy Industries har to primære divisioner skibsbygning og industrielt udstyr. Skibsbyggeridisvionen bygger primært tankskibe, bulk carrierer, containerskibe, gas- og kemikaliecarriers (primært LNG carriers). Industriudstyrsdivisionen bygger bl.a. goliathkraner, traverskraner og offshore-kraner.